# Soavviljavri (sjö i Enare, Lappland, Finland)
Soavviljavri eller Soavviljävri är en sjö i Finland. Den ligger i kommunen Enare i landskapet Lappland, i den norra delen av landet, 1 000 km norr om huvudstaden Helsingfors. Soavviljavri ligger 237 meter över havet. Omgivningarna runt Soavviljavri är i huvudsak ett öppet busklandskap. Arean är 27,5 hektar och strandlinjen är 2,77 kilometer lång. Sjön  ingår i Pasvik älvs huvudavrinningsområde. 